# Cleocnemis xenotypa
Cleocnemis xenotypa är en spindelart som beskrevs av Mello-Leitao 1929. Cleocnemis xenotypa ingår i släktet Cleocnemis och familjen snabblöparspindlar. Inga underarter finns listade i Catalogue of Life.